# Bulbophyllum depressum
Bulbophyllum depressum là một loài phong lan thuộc chi Bulbophyllum.